# 假凤虚凰 (1947年电影)
《假凤虚凰》，原名《鸳鸯蝴蝶》，是1947年上映的中国故事片，由文华影业公司出品，黄佐临导演，桑弧编剧，黄绍芬、许琦摄影，李丽华、石挥主演。